# WrestleMania XX
WrestleMania XX var den 20. udgave af pay-per-view-showet WrestleMania produceret af World Wrestling Entertainment. Det fandt sted 14. marts 2004 fra Madison Square Garden i New York, USA, hvor der var mere end 20.000 tilskuere fra 48 af USAs 50 stater og 16 lande verden rundt. Derudover blev der sendt live til 90 lande verden over.
Showets hovedbegivenhed var en VM-titelkamp med tre deltagere bestående af den regerende verdensmester Triple H, Shawn Michaels og Chris Benoit. Kampen var om WWE's World Heavyweight Championship, og det var første gang i WrestleManias historie, at netop den VM-titel blev forsvaret i showets hovedbegivenhed. WWE's anden VM-titel, WWE Championship, blev forsvaret tidligere på aftenen i en VM-titelkamp mellem Eddie Guerrero og Kurt Angle. Derudover var der en klassisk kamp mellem "brødrene" The Undertaker og Kane, hvor The Undertaker ifølge WWE vendte tilbage fra de døde, efter Kane havde begravet ham tidligere på året. Særligt The Undertakers pompøse entré til ringen var ét af WrestleMania XX's højdepunkter.

## Resultater
- WWE United States Championship: John Cena besejrede Big Show
  - John Cena vandt dermed titlen.
- World Tag Team Championship: Rob Van Dam og Booker T besejrede Bubba-Ray dudley og D-Von Dudley, Garrison Cade og Mark Jindrak og Rene Dupree og Rob Conway i en Four-Way Tag Team Match
- Christian Cage (med Trish Stratus) besejrede Chris Jericho
- Randy Orton, Ric Flair og Batista besejrede The Rock og Mick Foley i en Handicap Match
- Torrie Wilson og Sable besejrede Stacey Kiebler og Miss Jackie i en Playboy Evening Gown Match
- WWE Cruiserweight Championship: Chavo Guerrero vinder en battle royal
  - Chavo Guerrero vandt titlen i en battle royal, der også inkluderede Rey Mysterio, Akio, Tajiri, Billy Kidman, Nunzio, Jamie Noble, Funaki og Ultimo Dragon
- Goldberg besejrede Brock Lesnar
  - Steve Austin var dommer i kampen.
- WWE Tag Team Championship: Rikishi og Scotty 2 Hotty besejrede Charlie Haas og Shelton Benjamin, JBL og Faarooq, og Danny Basham og Doug Basham i en Four Way Tag Team Match
- WWE Women's Championship: Victoria besejrede Molly Holly i en Hair vs. Title Match
- WWE Championship: Eddie Guerrero besejrede Kurt Angle
  - Eddie Guerrero forsvarede dermed sin VM-titel.
- The Undertaker (med Paul Bearer) besejrede Kane
- World Heavyweight Championship: Chris Benoit besejrede Shawn Michaels og Triple H i en Triple Threat Match
  - Chris Benoit vandt dermed sin VM-titel.

## Demonstration
Formænd
- Eric Bischoff (Monday Night Raw)
- Theodore Long (Friday Night Smackdown)
- Vince McMahon (World Wrestling Entertainment)

Kommentatorer
- Jerry Lawler (Monday Night Raw)
- Jim Ross (Monday Night Raw)
- Michael Cole (Friday Night Smackdown)
- Tazz (Friday Night Smackdown)

Dommere
- Brian Hebner (Friday Night Smackdown)
- Chad Patton (Monday Night Raw)
- Charles Robinson (Friday Night Smackdown)
- Earl Hebner (Monday Night Raw)
- Jim Korderas (Friday Night Smackdown)
- Mike Chioda (Monday Night Raw)
- Nick Patrick (Friday Night Smackdown)
- Tom Pritchard (Monday Night Raw)

## Rekorder
- Wrestlemania XX bliver udnævnt som WWE's største turistattraktion.
- Wrestlemania XX bliver udnævnt til den mest sete.
- Wrestlemania XX bliver udnævnt til den mest dramatiske.
- Wrestlemania XX bliver udnævnt til den hidtil mest uforglemmelige.
- Hovedkampen (Chris Benoit slår Shawn Michaels og Triple H) bliver nomineret som årets bedste og Wrestlemania-historiens bedste.
- Gene Okerlund bliver indsendt i WWE's Hall of Fame